# Caymanabyssia sinespina
Caymanabyssia sinespina är en snäckart som beskrevs av B.A. Marshall 1986. Caymanabyssia sinespina ingår i släktet Caymanabyssia och familjen Pseudococculinidae. Inga underarter finns listade i Catalogue of Life.